# FS 1500
Die Klasse FS 1500 ist eine Fregattenklasse oder Korvettenklasse der Howaldtswerke-Deutsche Werft (HDW), die als Almirante Padilla-Klasse mit vier Einheiten für Kolumbien und als Kasturi-Klasse mit zwei Einheiten für Malaysia gebaut wurde.

## Geschichte
Die Schiffsklasse wurde Anfang der 1980er Jahre bei HDW entwickelt und angeboten. In der Folge wurden sechs Schiffe gebaut, vier für Kolumbien und zwei für Malaysia. Die Schiffe für die zwei Länder unterscheiden sich nur in ihrer Bewaffnung und elektronischen Ausrüstung. HDW selbst definiert die Schiffe als Korvetten, während sie bei den jeweiligen Marinen als Fregatten klassifiziert wurden.
Das erste Schiff, die Almirante Padilla für Kolumbien, wurde am 17. März 1981 auf Kiel gelegt und am 14. Oktober 1983 in Dienst gestellt. Die beiden letzten Schiffe, die KD Lekir und die KD Kasturi, wurden parallel gebaut und am 3. Januar 1982 auf Kiel gelegt sowie am 15. August 1984 von der malaysischen Marine in Dienst gestellt.
Die Schiffe wurden im Laufe der Jahre immer weiter verbessert und sind heute (Stand 2010) noch immer im Dienst.
Die Schiffe waren die letzte Marineschiffsklasse der HDW vor der Entwicklung des MEKO-Konzeptes.

## Ausrüstung
| Land                   | Malaysia | Kolumbien |
| Bewaffnung             | 1 × Creusot-Loire Compact 100 mm/55 DP Kanone 1 × Bofors 57 × 438 mm/70 DP Kanone 2 × 30 mm Emerlec Mk.74 Flugabwehrkanone in Doppelgeschütz 2 × 4 MBDA Exocet MM40-Block 2 1 × Bofors 375 mm Wasserbombenwerfer MANPAD Flugabwehrrakete | 1 × Oto Melara 76/62 Compact 2 × Breda 40 mm/70 in Doppelgeschütz 2 × 324 mm Mk 32 dreifache Torpedorohre 2 × 4 MBDA Exocet MM40-Block 2 2 × Simbad Flugabwehrrakete 2 × Naval ECM System SCIMITAR |
| Elektronik             | Thales Group DA-08 Air/Sea Search Radar Signaal WM22 Feuerkontrollradar Decca TM 1226C Navigationsradar (I Band) Atlas Elektronik DSQS-21C Sonar Signaal Sewaco-MA mit Link Y Mk 2 Feuerkontrollsystem                                   | Thomson-CSF Sea Tiger Atlas Elektronik ASO 4-2 Thomson-CSF Castor II B Feuerkontrollradar Thomson-CSF TAVITAC Feuerkontrollsystem Atlas Elektronik ASO 4-2 Sonar                                   |
| Stand bei Auslieferung | | |

## Einheiten
| Land      | Schiffsnummer | Name              | Kiellegung     | Stapellauf      | In Dienst        |
| --------- | ------------- | ----------------- | -------------- | --------------- | ---------------- |
| Kolumbien | FM-51         | Almirante Padilla | 17. März 1981  | 6. Januar 1982  | 31. Oktober 1983 |
| Kolumbien | FM-52         | Caldas            | 14. Juni 1981  | 23. April 1982  | 14. Februar 1984 |
| Kolumbien | FM-53         | Antioquia         | 22. Juni 1981  | 28. August 1982 | 30. April 1984   |
| Kolumbien | FM-54         | Independiente     | 22. Juni 1981  | 21. Januar 1983 | 24. Juli 1984    |
| Malaysia  | F25           | KD Kasturi        | 3. Januar 1982 | 14. Mai 1983    | 15. August 1984  |
| Malaysia  | F26           | KD Lekir          | 3. Januar 1982 | 14. Mai 1983    | 15. August 1984  |

## Bilder

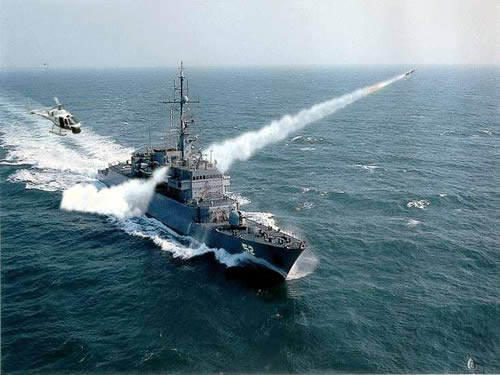
Caldas (2006)
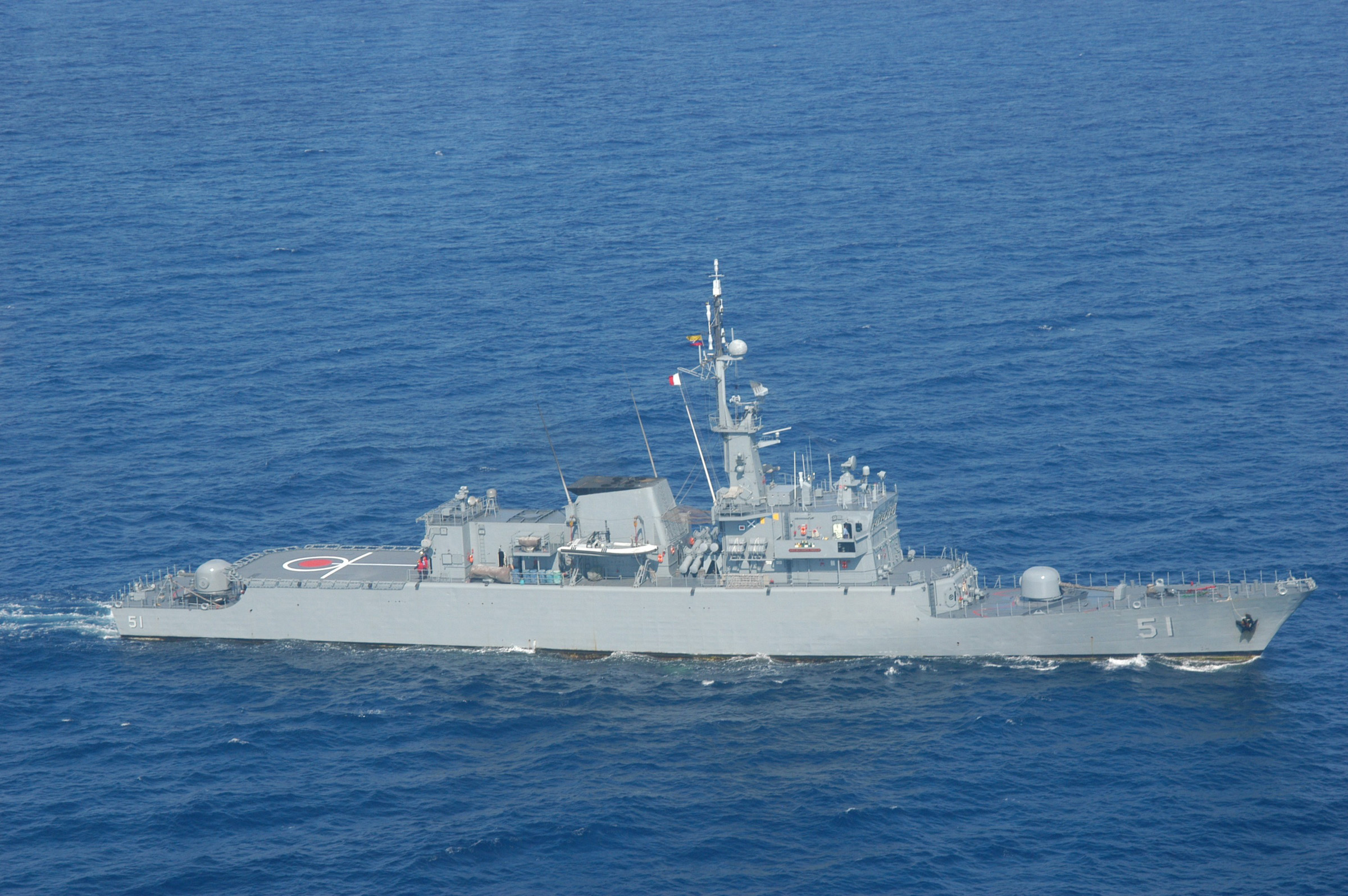
Almirante Padilla, Übung PANAMAX 2004
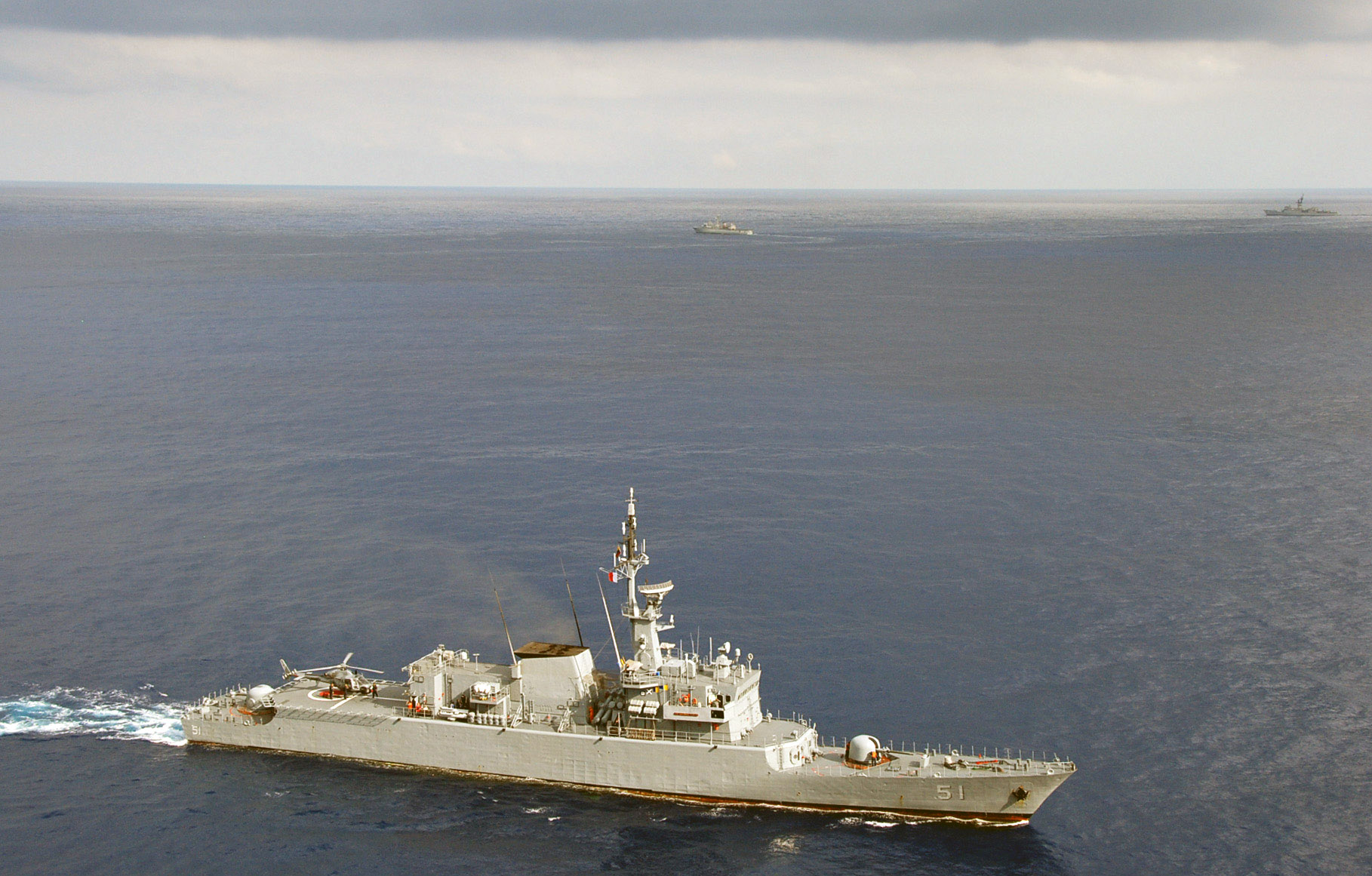
Almirante Padilla Übung UNITAS Gold (2009)
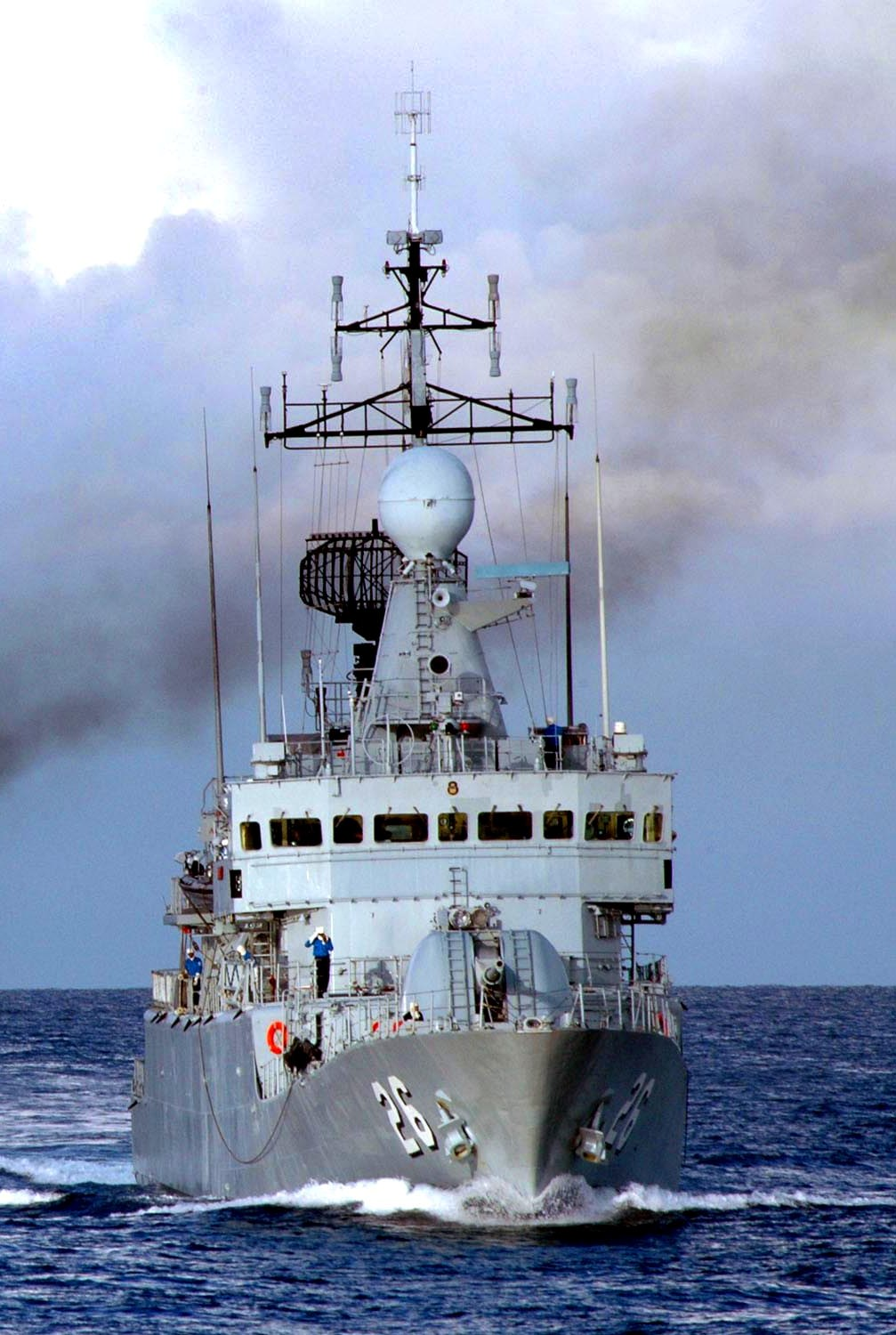
KD Lekir von vorne...
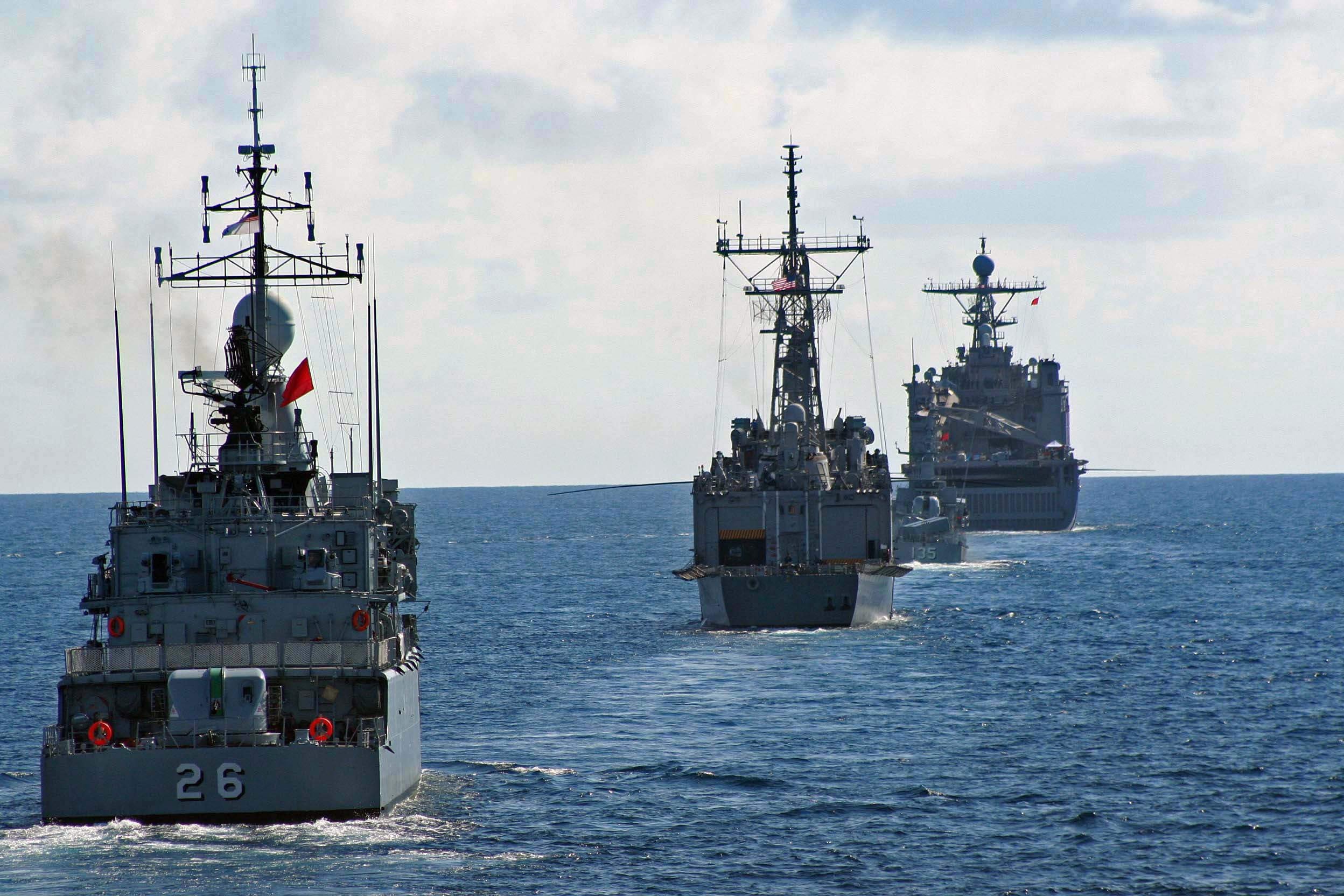
...und von Achtern (ganz Links)(beide 2008)